# Операция Нордмарк
Операция Нордмарк (на немски: Nordmark – буквално „Северна граница“) е неуспешна операция планирана и проведена от немските военноморски сили по време на Втората световна война. Провежда се от 18 до 20 февруари 1940 г.

## Прелюдия
Операцията има за цел да унищожи британски конвой, открит на сутринта на 18 февруари от разузнавателен самолет от авиобазата на остров Вангерооге в Северно море, плаващ между Великобритания и норвежкото пристанище Берген. В операцията взимат участие линейните крайцери „Шарнхорст“ и „Гнайзенау“ (флагман), тежкият крайцер „Адмирал Хипер“, ескадрени миноносци, торпедните катери „Рис“ и „Морски орел“ и няколко подводници. Главнокомандващ на операцията е адмирал Вилхелм Маршал.

## Ход на операцията
В 1100ч. на 18 февруари 1940 г. първата група, оперативното съединение в състав линейните крайцери, „Адмирал Хипер“ и три ескадрени миноносеца – „Волфганг Ценкер“, „Карл Галстер“ и „Вилхелм Хайдкамп“, напуска пристанището на Вилхелмсхафен. „Волфганг Ценкер“ се завръща обратно още същата нощ, след като един от отсеците му започва да се пълни с вода заради сблъсъци с лед. До 3 часа следобед на 19-и корабната авиация на „Шарнхорст“ и „Гнайзенау“ не успява да намери транспортните съдове и съединението (приблизително достигнало до ширината на Берген и Шетландските острови) се насочва към базата. Британският адмирал Чарлз Форбс е наредил на конвоя да се прибере в Скапа Флоу. На 20 февруари немските кораби се завръщат във Вилхелмсхафен.
Походът се оказва безполезен във военно отношение, но екипажите на крайцерите придобиват реален боен опит в състава на съединение. В хода на операцията възникват и първите проблеми със задвижването на „Адмирал Хипер“, които ще го преследват до края на службата му.
Втората група се състои от 2-ра флотилия ескадрени миноносци („Паул Якоби“, „Тиодор Ридл“, „Херман Шьоман“ и „Leberecht Маас“) и торпедните катери. Отначало тя има за задача да прикрива съединението до пролива Скагеррак и след това да остане там, водейки търговска война.
Във връзка с операция „Нордмарк“ през този период в района действат няколко подводници (U 9, U 14, U 23, U 57, U 61 и U 63). За разлика от надводните кораби, към средата и края на февруари подводниците успяват да потопят в Северно море редица британски и неутрални търговски съдове.